# بتشك (غناباد)
بتشك (بالفارسية: پچک) هي قرية تقع في قسم كاخك الريفي (مقاطعة غناباد) في إيران. حسب إحصاء سكان عام 2006 قدر عدد سكانها بـ 275 نسمة, في 99 أسرة.